# Sportovní gymnastika

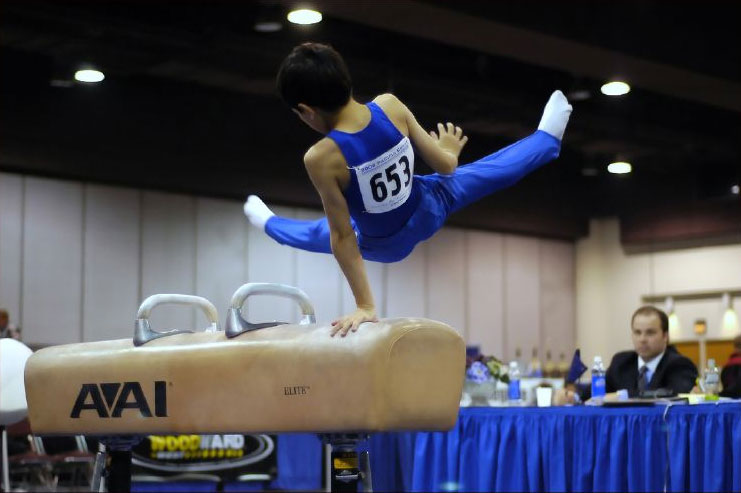
Kůň našíř

Sportovní gymnastika je sportovní odvětví, při němž jednotliví závodníci předvádějí silové nebo švihové gymnastické prvky na koberci (prostná, akroba) nebo na nářadích. Ve sportovní gymnastice soutěží muži i ženy a jejich disciplíny se odlišují. Sportovní gymnastika je stálou součástí olympijského programu, mistrovství světa se v ní pořádají od roku 1903.

## Historie
Sportovní gymnastika vznikla z nářaďového tělocviku, který se prosadil v 19. století v Německu (tzv. turnerství) a v pozměněné podobě také v českém sokolském hnutí. Mezinárodní gymnastická federace FIG (francouzsky  Fédération Internationale de Gymnastique) byla založena v roce 1881. Až do třicátých let byly součástí závodů ve sportovní gymnastice i atletické disciplíny (běhy, skoky, šplh nebo vzpírání).
Historickým vývojem se stabilizoval gymnastický víceboj u žen na čtyřech (přeskok, bradla, kladina, prostná) a u mužů na šesti disciplínách (prostná, kůň, kruhy, přeskok, bradla, hrazda).

## Pravidla

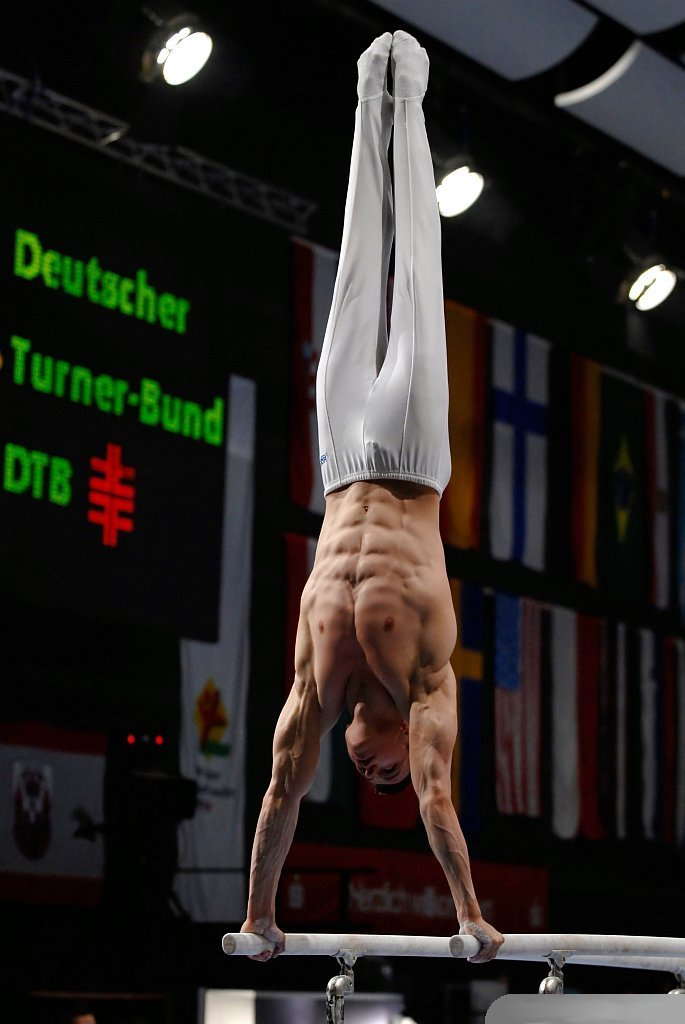
Bradla

Základem hodnocení sportovní gymnastiky je posuzování obtížnosti a kvality provedení jednotlivých prvků v sestavách. Pravidla přitom mají vést gymnasty k tomu, aby na závodech zařazovali jen takové prvky, které mají bezpečně zvládnuté z tréninku.
Soutěže posuzují dva panely rozhodčích. Panel A hodnotí obtížnost sestav podle tabulek prvků uvedených v pravidlech. Panel B posuzuje kvalitu provedení a sráží body za všechny chyby počínaje špatným držením těla a nečistým provedením prvků a konče pády.
Gymnastická pravidla byla dlouhá desetiletí založena na přibližování hodnocení k nejvyšší známce 10 bodů. První gymnastkou, která dosáhla absolutní desítky, byla na olympijských hrách v roce 1976 v Montrealu Nadia Comaneciová. Po roce 2004 došlo ke změně pravidel, po které může známka za obtížnost dosáhnout vyšších hodnot a výsledná známka tak překračuje deset bodů. Výslednou známku potom tvoří součet dvou oddělených známek. Jedna známka je za provedení (hodnocení techniky, držení těla a plynulosti cvičení) a druhá známka za obtížnost.

## Soutěže
Ve sportovní gymnastice jsou tři hlavní disciplíny: víceboj družstev, víceboj jednotlivců a finále na jednotlivých nářadích. Ve víceboji družstev se počítají známky více členů jednoho týmu, v konkrétním případě za všechny předvedené sestavy nebo se nejhorší známka na každém nářadí může škrtat. O vítězi rozhoduje součet známek. Ve víceboji jednotlivců musí každý účastník absolvovat cvičení na všech nářadích. V minulosti byly součástí víceboje kromě nynějších volných také povinné sestavy, které předváděli všichni gymnasté beze změny.
Ve finále na jednotlivých nářadí obvykle startuje osm nejlepších z předchozí kvalifikace a rozhoduje jediná finálová známka.
Vrcholnou gymnastickou soutěží jsou letní olympijské hry, v jejichž programu je sportovní gymnastika hned od her v Aténách v roce 1896. Mistrovství světa se pořádá pravidelně od roku 1903, další velkou akcí je mistrovství Evropy. Světový pohár je každoroční série závodů, dříve s dvouletou periodicitou. Do roku 2008 vrcholila finálovým závodem.
Jednotlivé vrcholné mezinárodní soutěže jako jsou OH, MS a ME mají svá specifika týkající se závodu družstev a závodu jednotlivců. V soutěži družstev na OH a MS je družstvo šestičlenné, pět závodníků nastupuje na každou disciplínu, kde se počítají jen čtyři nejvyšší známky. Na ME startuje v soutěži družstev pětičlenné družstvo, na každou disciplínu nastupují tři závodníci a všechny známky se počítají.
Některé soutěže mají zvláštní formát, jako například vyřazovací závod smíšených dvojic (např. Grand Prix v Brně).

## Sportovní gymnastika žen
Soutěží se v následujících disciplínách:
- Přeskok – Nářadím na přeskok býval kůň, pro ženy postavený příčně. Po roce 2000 ho ale nahradil přeskokový stůl s podstatně větší pohmatovou plochou, která umožňuje předvádění obtížnějších skoků. K přeskoku používají gymnastky odrazový můstek. Gymnasté a gymnastky se při přeskoku musí odrazit rukama od stolu. Ve finálové soutěži družstev a ve finále víceboje předvádějí ženy jeden přeskok, ve finále na tomto nářadí pak dva přeskoky, jež musejí mít rozdílnou odrazovou techniku. V kvalifikaci předvádějí ženy dva (a to rozdílné) přeskoky jen v tom případě, chtějí-li se pokusit o postup do finále na tomto nářadí; jinak předvádějí pouze jeden přeskok, který se jim započítává do kvalifikačního součtu pro postup do finále soutěže družstev a víceboje.
- Bradla – Bradla žen jsou ve skutečnosti dvě spojené žerdě ve výšce 155 cm a 235 cm. Gymnastky na nich předvádějí toče a veletoče, letové prvky na jedné žerdi i z jedné žerdě na druhou a povinnou součástí cvičení je i seskok, kterým je salto, na nejvyšší úrovni i vícenásobné.
- Kladina – Kladina je pět metrů dlouhé břevno široké pouhých deset centimetrů, umístěné ve výšce jednoho a čtvrt metru. Gymnastky na něm předvádějí kromě skoků a obratů i náročné akrobatické prvky jako jsou přemety a salta. Kvůli úzké ploše nářadí (10 cm) je obtížné hlavně udržování rovnováhy při cvičení.
- Prostná – Prostná žen jsou cvičena na koberci o rozměrech 12×12 metrů. Oproti prostným mužů jsou sestavy doprovázené hudbou a součástí hodnocení je i posuzování estetické stránky pohybu. Gymnastky cvičí gymnastické i akrobatické prvky, kterými jsou přemety a salta.
- Víceboj

## Sportovní gymnastika mužů
Soutěží se v následujících disciplínách:
- Přeskok – Gymnasté absolvovali soutěž na přeskoku přes koně, který byl na rozdíl od žen postaven podélně. Po roce 2000 ale byl rovněž nahrazen přeskokovým stolem. Muži absolvují ve vícebojích jen jeden přeskok, pouze ve finále na nářadí musejí předvést přeskoky dva. Základem gymnastického přeskoku je dynamický rozběh. Gymnasta může předvést jeden prvek už před odrazem z můstku (tzv. rondát), po odrazu ze stolu předvádí nejlepší gymnastá salta s obraty. Mezi vrcholně obtížné přeskoky patří například přemet vpřed s dvojným saltem.
- Prostná – Sestava na prostných je složena hlavně z akrobatických prvků (přemety, salta, vruty), které jsou spojeny s neakrobatickými prvky (silové prvky, prvky rovnováhy, prvky uvolněnosti). Všechny tyto prvky tvoří dynamický celek, předvedený s využitím celé plochy 12×12 m. Na akrobacii jsou 4 skupiny prvků a to: 1. Neakrobatické prvky, 2. Akrobatické prvky vpřed a prvky s kotouly vpřed (nikoli v saltech), 3. Akrobatické prvky vzad a prvky začínající skokem vzad s obratem, 4. Závěry: do této skupiny patří prvky ze skupiny 2, nebo 3.
- Bradla
- Hrazda
- Kruhy
- Kůň našíř
- Víceboj

## Osobnosti

### Známí čeští gymnasté
- Vlasta Děkanová
- Eva Bosáková
- Věra Čáslavská
- Věra Černá
- Josef Čada
- Bedřich Šupčík
- Ladislav Vácha
- Alois Hudec
- Jiří Tabák
- Leo Sotorník
- Přemysl Krbec
- Vladislav Nehasil

### Známí světoví gymnasté
- Simone Bilesová
- Larisa Latyninová
- Ljudmila Turiščevová
- Nadia Comaneciová
- Světlana Chorkinová
- Leon Štukelj
- Boris Šachlin
- Šigeru Kasamacu
- Micuo Cukahara
- Nikolaj Andrianov
- Vitalij Ščerbo
- Alexej Němov

## Letní olympijské hry a mistrovství světa
O jednotlivých medailistkách a medailistech informují samostatné články:

### Medailistky a medailisté na letních olympijských hrách
- ženy víceboj
- ženy kladina
- ženy prostná
- ženy bradla
- ženy přeskok
- ženy družstva
- muži víceboj
- muži hrazda
- muži prostná
- muži bradla
- muži kůň našíř
- muži kruhy
- muži přeskok
- muži družstva

### Medailistky a medailisté na mistrovstvích světa
- ženy víceboj
- ženy kladina
- ženy prostná
- ženy bradla
- ženy přeskok
- ženy družstva
- muži víceboj
- muži hrazda
- muži prostná
- muži bradla
- muži kůň našíř
- muži kruhy
- muži přeskok
- muži družstva